# Альмираль, Висенте
Висенте Альмираль Кастель (исп. Vicente Almirall Castell, 27 января 1904, Барселона — ?) — испанский шахматист (национальный мастер), шахматный судья (международный арбитр) и функционер.
Главных спортивных успехов добился в середине 1930-х гг. В 1935 и 1936 гг. дважды становился чемпионом Кастилии (в 1936 г. разделил 1—2 места с Х. М. Фуэнтесом). В 1935 г. стал победителем Национального турнира, проходившего в Мадриде, и получил право оспаривать звание чемпиона Испании в матче с действующим обладателем титула Р. Реем Ардидом. Матч состоялся в том же году и завершился поражением Альмираля, который в 7 партиях смог сделать всего 2 ничьи (6 : 1). В том же 1935 г. в Мадриде вместе с еще тремя испанскими шахматистами сыграл показательную партию против чемпиона мира А. А. Алехина (Алехин выиграл).
С 1950 г. Альмираль был председателем Шахматной федерации Каталонии.
Имел звание национального тренера по шахматам.
В 1951 г. получил звание международного арбитра по шахматам.